# Jörg Bombach
Jörg Bombach (* in Offenbach am Main) ist ein deutscher Hörfunk- und Fernsehmoderator und ehemaliger Leiter der Popwelle hr3 des Hessischen Rundfunks.

## Leben und Wirken
Nach seinem Abitur an der Frankfurter Helmholtzschule war Bombach bei verschiedenen Regionalzeitungen, der Frankfurter Allgemeinen Zeitung und im Frankfurter Büro der dpa als Reporter tätig. Zeitweise arbeitete Bombach als Schiffsmusiker bei Hapag-Lloyd und war später Mitglied der Punkband Strassenjungs. Während seines Studiums der Rechtswissenschaften, durch das er später zum Volljuristen wurde, arbeitete er erstmals beim Hessischen Rundfunk. Seine Referendarausbildung zum 2. Juristischen Staatsexamen erhielt Bombach neben anderen Stationen bei der Staatsanwaltschaft Offenbach, der Kammer für Handelssachen beim Landgericht Darmstadt sowie beim Oberlandesgericht Frankfurt am Main.
Anfang der 1980er Jahre moderierte Jörg Bombach seine ersten Hörfunksendungen. Von 1987 bis 1989 moderierte er in der ARD sowie im hr-Fernsehen die interaktive Quizshow „Tipp´den Trend“. 
Von 1989 bis 1991 wurde er während des ARD-Vorsitzes des Hessischen Rundfunks persönlicher Referent des Programmdirektors Peter Kliemann sowie Leiter der ARD-Stabsstelle im HR.
Von 1992 bis 2014 war er Leiter des seinerzeit erfolgreichsten Hörfunkprogramms des Hessischen Rundfunks, hr3.
Bombach präsentierte weiterhin für das hr-Fernsehen von 2005 bis Anfang 2020 in 462 Produktionen die Unterhaltungsshow Das große Hessenquiz. Die Fernsehsendung erreichte bis zuletzt Zuschauerreichweiten, die deutlich über der Durchschnittsquote des hr-Fernsehens lagen.
Seit Dezember 2015 produzierte das hr-Fernsehen erstmals mit Bombach die Late-Night-Show Bombis Nachtwache, die unter anderem Elemente der früheren Hörfunksendung Die hr3-Bombishow verwendete.
In hr3 moderierte er im Winterhalbjahr die Sendung hr3- pop & weck – Die Bombi Show, die in Hessen besondere Bekanntheit erlangte. Um technische Probleme während einer Hörfunksendung zu überbrücken, kreierte er in den 1990er Jahren das sprechende Schaf Manfred. Hinzu kamen in den Folgejahren zahlreiche Kunstfiguren sowie wöchentliche Liveauftritte hessischer Bands und Blasorchester. Mit dieser Produktion gewann Bombach in New York 2008 nach 2001 zum zweiten Mal den renommierten Radio Broadcast Award, benannt als Radio Oscar.
Seit 2018 arbeitet Bombach neben seinen Moderationstätigkeiten zudem als Autor und Drehbuchautor.
Jörg Bombach war 2002 bis 2017 im Vorstand und ist seit Juli 2017 Mitglied im Beirat der Hessenstiftung – Familie hat Zukunft. Seit Januar 2012 ist Bombach Kurator der Landesstiftung Miteinander in Hessen.